# 巴沙哇力部落
巴沙哇力部落位於臺灣臺東縣臺東市富岡里，為行政院原住民委員會所核定的臺灣原住民族阿美族部落之一，與南邊卑南溪下游左岸的石山部落為兄弟部落，「巴沙哇力」源自於阿美族語「Sawali」，為東邊的意思。

## 歷史

### 日治時期
巴沙哇力的阿美族人最初屬於猴仔山社的人，而猴仔山社則是自屏東恆春地區遷徒而來。於臺灣日治時期昭和16年，因猴仔山社人口眾多、土地不足，以及缺水問題，逐分成兩批族人分別遷徒至卑南溪下游左岸，也就是現今的石山部落，以及另一批遷徒至富岡溪以東駐足，成為巴沙哇力部落之初始，爾後因應日本殖民政府規畫於富岡興建大型商港，因此再度遷移。

### 戰後至今
1969年11月因應當時兩岸間局勢，國防部考量戰爭爆發時的戰力保存，於臺灣東部地區尋找適合興建大型空軍基地的場址，並擇定於臺東石子山與猴子山之間，以「神鷹計劃」作為計畫代號來開始規劃訓練基地整備計劃。
因應空軍志航基地新建計畫，位於猴子山西北邊的阿美族部落再次遷回富岡溪以東的原址至今，2003年巴沙哇力部落成立聚會所，2005年成立臺東縣巴吉發浪展協會。2018年行政院原民會所出版的《臺灣原住民族部落事典》，正式將巴沙哇力部落畫為核定部落。2020年7月25日巴沙哇力聚會所發生火警，臺東縣消防局聞訊立即派員到場滅火，所幸未造成人員傷亡，但因集會所為木造茅草結構，因此在猛烈大火下付之一炬。

## 部落概況
巴沙哇力部落分布於臺東市富岡里第1至第4鄰，共139戶，總人口約379人，其中原住民人口有196人，占部落總人口約52%，族群比例為阿美族48%、排灣族1%、卑南族1%、其他2%。目前因人口外移嚴重，總居住戶數剩下約20戶，每年七月為部落舉辦豐年祭之季節。